# Helius (Helius) argyrosternus
Helius (Helius) argyrosternus is een tweevleugelige uit de familie steltmuggen (Limoniidae). De soort komt voor in het Oriëntaals gebied.